# Ruine Nollig

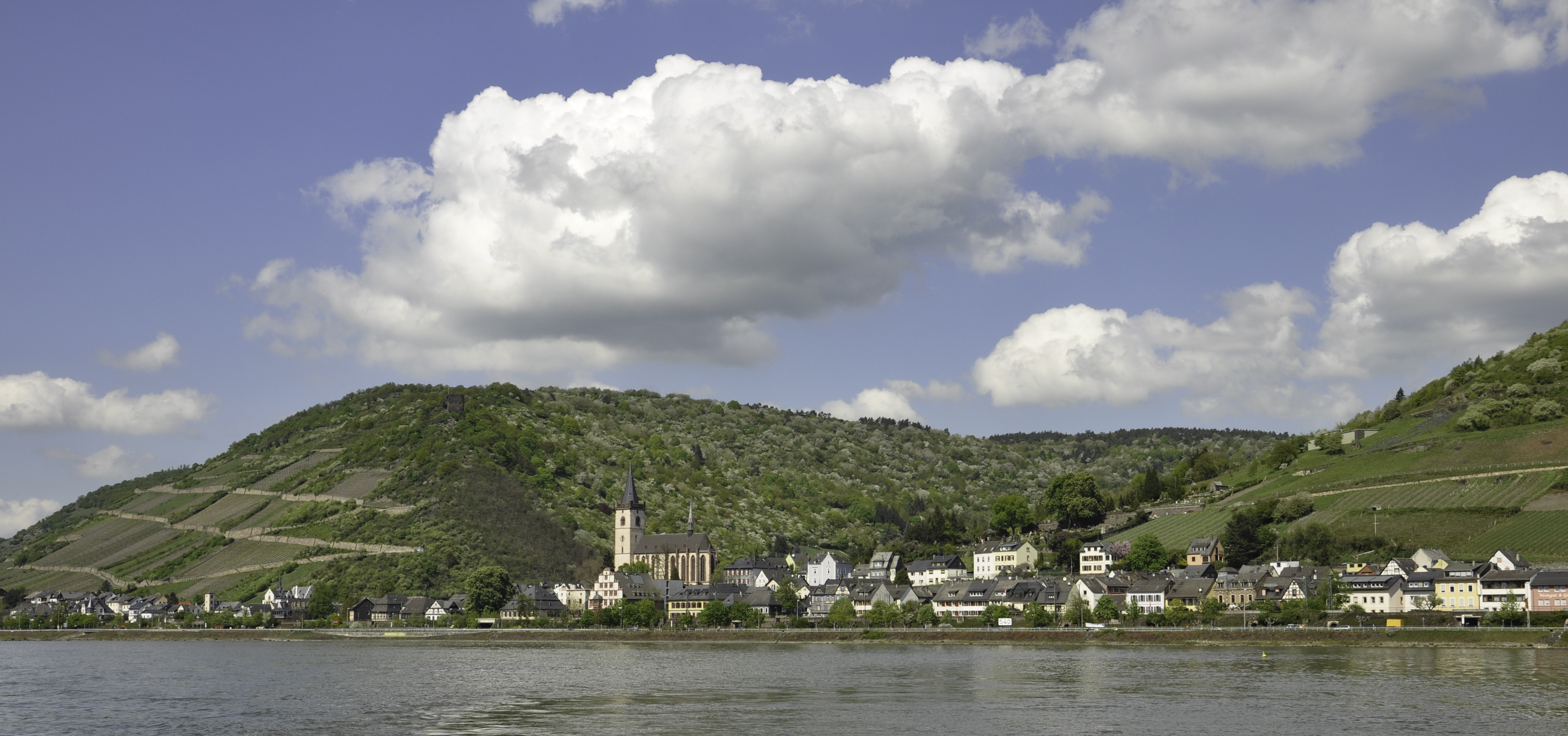
Lage der Ruine Nollig über Lorch

Die Ruine Nollig (auch Nollich, Nollig, Nollicht, Nollingen und Nollen genannt) ist die Ruine einer Höhenburg auf einem Bergrücken, dem „Nollig“ oder „Wachtenberg“ bei 176 m ü. NN, nordwestlich der Stadt Lorch am Mittelrhein im Rheingau-Taunus-Kreis in Hessen.

## Geschichte
Erbaut wurde die Wehranlage auf dem Nollig etwa Anfang des 14. Jahrhunderts. Sie wird von der jüngeren Forschung teilweise mit der urkundlich erwähnten Burg Fürsteneck identifiziert. Thomas Steinmetz sieht den Nollig respektive Burg Fürsteneck als Gegenburg des Erzstiftes Mainz gegen die pfalzgräfliche Burg Fürstenberg, die Kurköln erbauen ließ, aber schon im Binger Vertrag vom 29. Mai 1344 an die Kurpfalz hatte abtreten müssen. Eine mainzische Urkunde von 1349 führt er als Beleg an, hier wird der Bau als buw zu forstenecke ob Lorche benannt. Die Urkunde beschreibt den steinernen Ausbau der Burg. Das Lehensverzeichnis der mittelrheinischen Marschälle von Waldeck (nicht mit den hessischen Adelsgeschlecht derer von Waldeck verwandt) verzeichnet die Burg Fürsteneck, hier Furstenecke bi Lorche genannt, als Mainzer Lehen seit Johann III. Marschall von Waldeck zu Sooneck im Besitz der Marschälle von Waldeck.
Seit 2002 ist die Ruine Nollig Teil des UNESCO-Welterbes Oberes Mittelrheintal.

## Anlage
Die Burg auf dem Nollig bestand ursprünglich im Kern aus einem dreigeschossigen Fachwerkbau. Dieser wurde wenig später mit einer massiven Mauer ummantelt und verstärkt. Zum Berg hin war er durch einen Halsgraben und eine mit zwei seitlichen runden Ecktürmen flankierte Schildmauer gesichert. Unsicher ist, ob der Turm Teil der örtlichen Stadtbefestigung war. Die seitlich weitergeführte Schildmauer lässt zumindest den Schluss auf eine solche Absicht zu, dagegen argumentiert Fichtel in einer 2007 veröffentlichten Studie zum Nollig. Knappe u. a. vermuten, dass es sich bei dem fast quadratischen Gebäude mit etwa 10 Meter Seitenlänge wohl weniger um die Ruine einer Burg als vielmehr um einen Wachturm des Ortes Lorch handelte, der im Notfall auch bewohnt werden konnte.
Das Gebäude ist in Privatbesitz und kann nicht besichtigt werden.

## Umfeld
Das Gelände um die Ruine Nollig herum gehört in Hessen zu den Lebensräumen mit der höchsten Artenvielfalt. Insbesondere finden sich hier Tiere und Pflanzen, die man sonst nur aus dem südlichen Europa kennt. Inzwischen sind die ehemaligen Brachflächen und Teile der Weinberge geschützt. Allerdings bedroht der Eintrag von Dünger und die völlige Aufgabe der Nutzung das reichhaltige Leben durch Verbuschung. Auf historischen Aufnahmen kann man erkennen, dass das Gelände noch bis zum Zweiten Weltkrieg so gut wie keinen Wald kannte.